# Reprezentacja Chorwacji w skokach narciarskich
Reprezentacja Chorwacji w skokach narciarskich powstała w 2007 roku. Według stanu na rok 2011 liczyła jednego zawodnika, Urbana Zamernika, zaś Anton Zamernik, ojciec Urbana jest serwismenem i głównym trenerem. 
Reprezentacja podlega bezpośrednio komitetowi do spraw narciarstwa klasycznego w Chorwackim Związku Narciarskim (chorw. Hrvatski Skijaški Savez). Głównym sponsorem reprezentacji jest chorwacki oddział firmy OMV.
Rekordzistą kraju jest Josip Šporer, który w latach 40. XX wieku w Planicy skoczył na odległość 102 metrów.

## Skład reprezentacji

### Kadra A
- Urban Zamernik

### Sztab szkoleniowy
- Anton Zamernik – trener i serwismen

## Sponsorzy
Głównym sponsorem reprezentacji jest chorwacki oddział firmy OMV, która sponsoruje także reprezentację Austrii, reprezentację Czech, reprezentację Rumunii i reprezentację Słowenii w skokach narciarskich. Umowa o współpracy między Chorwackim Związkiem Narciarskim a firmą OMV Hrvatska została podpisana 9 września 2010 roku. Zapewnia ona wsparcie finansowego dla Urbana Zamernika w celu poprawy jego wyników sportowych, a także finansowanie rozwoju skoków narciarskich w Chorwacji, popularyzację tej dyscypliny sportowej w tym kraju oraz zachęcenie młodych sportowców do uprawiania skoków narciarskich.

## Tło

### Obiekty sportowe
W Chorwacji istniało łącznie 5 skoczni narciarskich, powstałych w latach 1934–1948. Najstarszą skocznią narciarską była powstała w 1934 roku w miejscowości Mrkopalj mała skocznia narciarska o punkcie konstrukcyjnym umiejscowionym na 40 metrze, która obecnie jest zniszczona. Skocznie narciarskie położone na terenie dzisiejszej Chorwacji istniały także w: Zagrzebiu (skocznie Sljeme K–35 oraz K–12, obecnie zniszczone), Prezidzie (skocznia K–40, obecnie zniszczona) oraz Skradzie (skocznia K–30, w 2007 roku rozpoczęły się przygotowania do umożliwienia oddawania na niej skoków narciarskich). Ponadto w latach 1935–1948 w miejscowości Delnice wybudowano kompleks skoczni narciarskich Japlensky Vrh złożony ze skoczni o punktach konstrukcyjnych K–25, K–30 oraz K–70. Największą ze skoczni zaprojektował Słoweniec Stanko Bloudek, który był architektem m.in. skoczni Bloudkova Velikanka. W 2006 roku największa ze skoczni została naprawiona i przystosowana do oddawania na niej skoków narciarskich. W 2007 roku powstał projekt budowy centrum sportów zimowych w Delnicach, w skład którego miałaby wchodzić m.in. duża skocznia narciarska i trzy inne, mniejsze skocznie. Projekt ten ma pełne poparcie ze strony Chorwackiego Komitetu Olimpijskiego, Chorwackiego Związku Narciarskiego oraz Międzynarodowej Federacji Narciarskiej.

### Historia
Pierwsi chorwaccy skoczkowie zaczęli startować w międzynarodowych zawodach w latach 30. XX wieku. Do końca II wojny światowej w zawodach wystartowało ich łącznie kilkudziesięciu. W 1942 roku na skoczni Sljeme w Zagrzebiu zorganizowano pierwsze w historii mistrzostwa Chorwacji w skokach narciarskich. Zwycięstwo w nich odniósł Franjo Dvorzak, który oddał skoki na odległość 28 i 29 metrów i wyprzedził Borisa Merkla. W latach 70. XX wieku skoczkowie narciarscy z terenów dzisiejszej Chorwacji skakali w barwach reprezentacji Jugosławii. Ostatnie oficjalne zawody w skokach narciarskich w Chorwacji rozegrano w 1980 roku, na skoczni w Delnicach. Na tym samym obiekcie w 1981 roku oddano także ostatni skok narciarski w Chorwacji w XX wieku. 
1 marca 2006 roku, po 25 latach przerwy, na skoczni w Delnicach rozegrano towarzyskie zawody juniorów o Puchar Delnic, w których wystartowało 15 słoweńskich skoczków w wieku od 13 do 16 lat. Rywalizację skoczków z Ljubna i Brežic, w której wygrał Jaka Tesovnik, oglądało około 2000 widzów. Drugie miejsce zajął Urban Zamernik, który jednocześnie ogłosił, że w niedalekiej przyszłości będzie reprezentować Chorwację. Celem organizacji tych zawodów było zainteresowanie Chorwatów skokami narciarskimi i zebranie grupy młodych chłopców, którzy mogliby rozpocząć treningi skoków narciarskich w Słowenii i w przyszłości reprezentować Chorwację w zawodach.
Latem 2007 roku w klubie SK "Goranin" utworzono sekcję skoków narciarskich i kombinacji norweskiej. Jednocześnie w Delnicach wyremontowano dwie niewielkie skocznie, na których młodzi skoczkowie rozpoczęli treningi. Początkowo planowano także wyremontować skocznię K–30, a wszystkie 3 obiekty pokryć matami igelitowymi, jednak miasto Delnice nie przekazało potrzebnych na ten cel 100 tysięcy kun. Rok później do sekcji skoków narciarskich należało 10 chłopców w wieku od 8 do 13 lat. W listopadzie 2009 roku liczebność tej grupy spadła do 5 chłopców. Jednocześnie rozpoczęto także budowę trzech nowych skoczni narciarskich, która ma zapoczątkować proces odbudowy skoków narciarskich w Chorwacji. Ponadto latem 2010 roku mniejsze skocznie miano wyłożyć matami igelitowymi. W wyniku braku odpowiedniej infrastruktury chorwaccy skoczkowie mogą trenować w Delnicach tylko zimą, a w pozostałych porach roku muszą wyjeżdżać do Słowenii.

## Wyniki

### Sezon 2007/2008

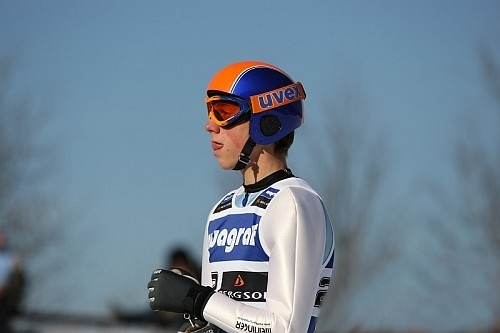
Urban Zamernik podczas treningu przed konkursem o indywidualne mistrzostwo świata juniorów w Zakopanem w 2008 roku

Urban Zamernik do 2006 roku startował w zawodach juniorskich jako Słoweniec. Pod koniec 2007 roku otrzymał on chorwackie obywatelstwo. Ze względów proceduralnych w zawodach międzynarodowych mógł wystartować najwcześniej w styczniu 2008 roku. Aby umożliwić mu odpowiednie wsparcie Chorwacki Związek Narciarski utworzył reprezentację Chorwacji w skokach narciarskich, której jedynym członkiem został Zamernik. 
Na arenie międzynarodowej Urban Zamernik zadebiutował 17 lutego 2008 roku. Wystąpił wówczas w zawodach FIS Cup zorganizowanych w Szczyrku, w których zajął 33. miejsce. Wziął także udział w drugim konkursie rozegranym tego samego dnia w Szczyrku, w którym zajął 24. miejsce i zdobył pierwsze punkty w karierze. Punkty zdobyte wówczas przez Zamernika pozwoliły mu na zajęcie 259. miejsca w klasyfikacji generalnej FIS Cupu w sezonie 2007/2008. Jednocześnie, w nieoficjalnej klasyfikacji drużynowej, reprezentacja Chorwacji zajęła 22. pozycję. Były to jego jedyne dwa starty w zawodach pucharowych w sezonie 2007/2008.
W lutym 2008 roku Zamernik został zgłoszony do zawodów o mistrzostwo świata juniorów rozgrywanych w Zakopanem. W rozgrywanych 26 lutego 2008 roku oficjalnych treningach przed tymi zawodami zajął 75. (64 metry) i 61. (68 metrów) miejsce. Dzień później wystartował w konkursie indywidualnym, jednak został zdyskwalifikowany.

### Sezon 2008/2009

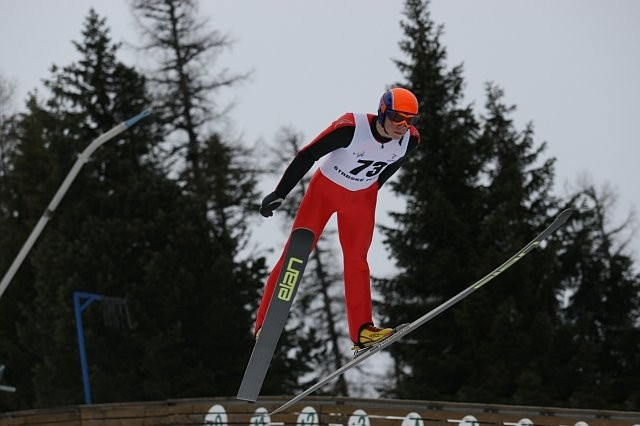
Urban Zamernik podczas konkursu o indywidualne mistrzostwo świata juniorów w Szczyrbskim Jeziorze w 2009 roku

W sezonie 2008/2009 Urban Zamernik nie został zgłoszony do żadnych zawodów pucharowych. Jedynymi zawodami międzynarodowymi organizowanymi przez Międzynarodową Federację Narciarską, w których wystartował były mistrzostwa świata juniorów w Szczyrbskim Plesie. W oficjalnych treningach rozegranych 3 lutego 2009 roku Zamernik zajął 85. (67 metrów) i 80. pozycję (72,5 metra). Dzień później w kolejnych dwóch seriach treningowych zajął 75. (74,5 metra) i 91. (65,5 metra) miejsce. 5 lutego 2009 roku Urban Zamernik po raz drugi w karierze wystartował w zawodach o mistrzostwo świata juniorów. Ze skokiem na 69 metrów i notą łączną 60,5 punktu został sklasyfikowany na 74. pozycji.
1 marca 2009 roku Międzynarodowy Komitet Olimpijski, na wniosek Chorwackiego Komitetu Olimpijskiego, przyznał Urbanowi Zamernikowi roczne stypendium olimpijskie, trwające do końca lutego 2010 roku.

### Sezon 2009/2010

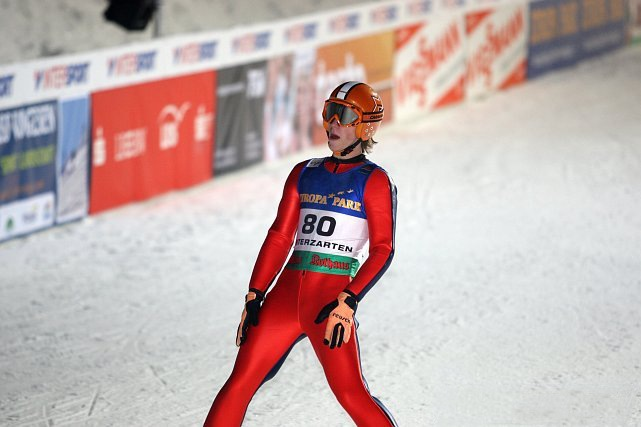
Urban Zamernik podczas treningu przed konkursem o indywidualne mistrzostwo świata juniorów w Hinterzarten w 2010 roku

W lipcu 2009 roku Urban Zamernik, po raz pierwszy w karierze, został zgłoszony do startu w letnich zawodach pucharowych organizowanych przez Międzynarodową Federację Narciarską. Ostatecznie jednak Zamernik nie wziął udziału w zawodach FIS Cupu rozegranych 10 lipca 2009 roku w Villach.
16 i 17 stycznia 2010 roku po raz drugi w karierze wystartował w zawodach cyklu FIS Cup organizowanych w Szczyrku. W pierwszym konkursie zajął 39. miejsce, a dzień później był 44.

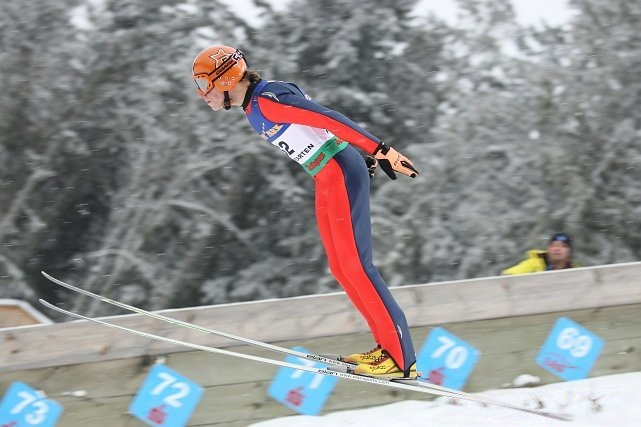
Urban Zamernik podczas konkursu o indywidualne mistrzostwo świata juniorów w Hinterzarten w 2010 roku

Pod koniec stycznia 2010 Zamernik, po raz trzeci w karierze, został zgłoszony do startu w konkursie indywidualnym o mistrzostwo świata juniorów. W oficjalnych treningach przed zawodami, które odbyły się 27 stycznia 2010 roku, zajął 71. (77,5 metra) i 62. (85,5 metra) miejsce. W konkursie, rozegranym dzień później w Hinterzarten, po skoku na odległość 82 metrów został sklasyfikowany na 59. pozycji.
W odróżnieniu od lat poprzednich start na mistrzostwach świata juniorów nie był jego ostatnim startem w sezonie. 13 lutego zajął 43. miejsce podczas zawodów FIS Cup w Villach. Osiem dni później wystartował także w konkursach tego cyklu rozegranych w Kranju. Podczas pierwszego z dwóch konkursów, które odbyły się 21 lutego, zajął 44. miejsce, a podczas drugiego był 48.. Był to jego ostatni start w sezonie 2009/2010.

### Sezon 2010/2011
W sezonie 2010/2011 Urban Zamernik zadebiutował w letnich zawodach pucharowych organizowanych przez Międzynarodową Federację Narciarską. 17 lipca 2010 roku, podczas konkursu rozgrywanego w Villach, zajął 25. pozycję i po raz drugi w karierze zdobył punkty w zawodach FIS Cupu w skokach narciarskich. Dzień później zajął 31. miejsce. Był to jego ostatni start w zawodach letnich w sezonie 2010/2011.
Pod koniec stycznia 2011 roku, po raz czwarty i ostatni w karierze, Urban Zamernik został zgłoszony do startu w konkursie indywidualnym o mistrzostwo świata juniorów. Podczas oficjalnych treningów przeprowadzonych 27 stycznia Zamernik zajął 60. (76 metrów) i 69. pozycję (73,5 metra). Podczas serii próbnej przed konkursem był 46. (79 metrów). W konkursie, rozegranym 28 stycznia 2011 roku w Otepää, oddał skok na odległość 71 metrów i został sklasyfikowany na 61. pozycji.
Podobnie jak rok wcześniej nie był to jego ostatni start w sezonie. Podczas konkursu FIS Cup w Villach przeprowadzonego 19 lutego 2011 roku Zamernik zajął 60. pozycję. Dzień później zajął 58. miejsce. Był to jego ostatni start w sezonie 2010/2011. Punkty, które Urban Zamernik zdobył podczas pierwszego konkursu FIS Cup w sezonie pozwoliły zająć mu 236. miejsce w klasyfikacji generalnej. Jednocześnie, w nieoficjalnej klasyfikacji drużynowej, reprezentacja Chorwacji zajęła 25. pozycję.

## Statystyki

### Mistrzostwa świata juniorów
- Indywidualnie
  - Urban Zamernik:
    - 2008 Zakopane – zdyskwalifikowany[53]
    - 2009 Szczyrbskie Jezioro – 74. miejsce[54]
    - 2010 Hinterzarten – 59. miejsce[55]
    - 2011 Otepää – 61. miejsce[56]

### FIS Cup

#### Miejsca w klasyfikacji generalnej
- Drużynowo[a]
  -     - sezon 2007/08 – 22. miejsce[21]
    - sezon 2010/11 – 25. miejsce[52]

- Indywidualnie
  - Urban Zamernik:
    - sezon 2007/08 – 259. miejsce[21]
    - sezon 2010/11 – 236. miejsce[52]

#### Miejsca w poszczególnych konkursach
| Sezon 2007/2008                                          |               |               |                |                |                |               |               |            |            |            |            |           |               |               |           |          |         |         |         |         |            |            |          |         |            |            |        |        |        |        |        |        |        |        |        |
| zawodnik                                                 | Bischofshofen | Bischofshofen | Oberwiesenthal | Oberwiesenthal | Falun          | Falun         | Einsiedeln    | Einsiedeln | Notodden   | Notodden   | Harrachov  | Harrachov | Lauscha       | Lauscha       | Eisenerz  | Eisenerz | Kuopio  | Kuopio  | Szczyrk | Szczyrk | Oberstdorf | Whistler   | Whistler | Sapporo | Zaō        | Zaō        | punkty |        |        |        |        |        |        |        |        |
| Urban Zamernik                                           | -             | -             | -              | -              | -              | -             | -             | -          | -          | -          | -          | -         | -             | -             | -         | -        | -       | -       | 33      | 24      | -          | -          | -        | -       | -          | -          | 7      |        |        |        |        |        |        |        |        |
| Sezon 2009/2010                                          |               |               |                |                |                |               |               |            |            |            |            |           |               |               |           |          |         |         |         |         |            |            |          |         |            |            |        |        |        |        |        |        |        |        |        |
| zawodnik                                                 | Villach       | Predazzo      | Predazzo       | Oberwiesenthal | Oberwiesenthal | Štrbské Pleso | Štrbské Pleso | Falun      | Falun      | Einsiedeln | Einsiedeln | Notodden  | Notodden      | Harrachov     | Harrachov | Szczyrk  | Szczyrk | Lauscha | Lauscha | Villach | Kranj      | Kranj      | Zaō      | Zaō     | Courchevel | Courchevel | punkty | punkty | punkty | punkty | punkty | punkty | punkty | punkty | punkty |
| Urban Zamernik                                           | -             | -             | -              | -              | -              | -             | -             | -          | -          | -          | -          | -         | -             | -             | -         | 39       | 44      | -       | -       | 43      | 44         | 48         | -        | -       | -          | -          | 0      | 0      | 0      | 0      | 0      | 0      | 0      | 0      | 0      |
| Sezon 2010/2011                                          |               |               |                |                |                |               |               |            |            |            |            |           |               |               |           |          |         |         |         |         |            |            |          |         |            |            |        |        |        |        |        |        |        |        |        |
| zawodnik                                                 | Villach       | Villach       | Štrbské Pleso  | Štrbské Pleso  | Örnsköldsvik   | Örnsköldsvik  | Falun         | Falun      | Einsiedeln | Einsiedeln | Notodden   | Notodden  | Štrbské Pleso | Štrbské Pleso | Szczyrk   | Szczyrk  | Kranj   | Kranj   | Ramsau  | Ramsau  | Ruhpolding | Ruhpolding | Zaō      | Zaō     | punkty     | punkty     | punkty | punkty | punkty | punkty | punkty | punkty | punkty |        |        |
| Urban Zamernik                                           | 25            | 31            | -              | -              | -              | -             | -             | -          | -          | -          | -          | -         | -             | -             | -         | -        | -       | -       | 60      | 58      | -          | -          | -        | -       | 6          | 6          | 6      | 6      | 6      | 6      | 6      | 6      | 6      |        |        |
| Legenda                                                  |               |               |                |                |                |               |               |            |            |            |            |           |               |               |           |          |         |         |         |         |            |            |          |         |            |            |        |        |        |        |        |        |        |        |        |
| 1 2 3 4-10 11-30 poniżej 30 - – zawodnik nie wystartował |               |               |                |                |                |               |               |            |            |            |            |           |               |               |           |          |         |         |         |         |            |            |          |         |            |            |        |        |        |        |        |        |        |        |        |